# Eric Svensson
Karl Eric Emanuel Svensson zwany Spänst Svensson (ur. 10 września 1903 w Jönköping, zm. 22 września 1986 w Falkenberg) – szwedzki lekkoatleta (skoczek w dal i trójskoczek), wicemistrz olimpijski z 1932 i wicemistrz Europy z 1934.
Wystąpił w skoku w dal na igrzyskach olimpijskich w 1928 w Amsterdamie, gdzie odpadł w eliminacjach.
Na igrzyskach olimpijskich w 1932 w Los Angeles zdobył srebrny medal w trójskoku, za Chūhei Nambu z Japonii, a przed innym Japończyniem Kenkichi Ōshimą. Na tych samych igrzyskach zajął 4. miejsce w skoku w dal.
Na pierwszych mistrzostwach Europy w 1934 w Turynie zdobył srebrny medal w trójskoku, za Wimem Petersem z Holandii, a przed Onnim Rajasaarim z Finlandii. Startował również w skoku w dal, w którym zajął 10. miejsce.
Zdobył tytuły mistrza Szwecji w skoku w dal i trójskoku w 1933.
Ustanowił rekord Szwecji w skoku w dal wynikiem 7,53 m (26 sierpnia 1934 w Oslo) i dwukrotnie w trójskoku, do wyniku 15,32 (4 sierpnia 1932 w Los Angeles).